# Muraoka Mie

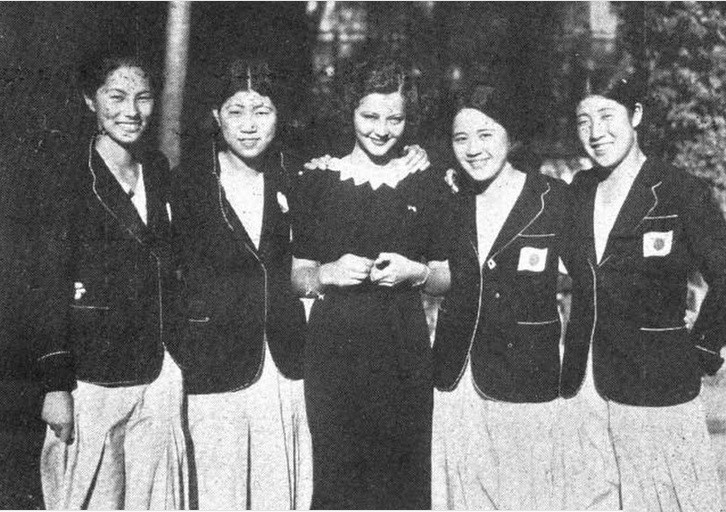
Muraoka Mie (Zweite von rechts) und die anderen Läuferinnen der japanischen Olympia-Stafette mit Sylvia Sidney (Mitte)

Muraoka Mie (jap. 村岡 美枝; * 23. März 1913 in der Präfektur Aichi; Todesdatum unbekannt) war eine japanische Sprinterin.
Bei den Olympischen Spielen 1932 wurde sie Fünfte in der 4-mal-100-Meter-Staffel.